# Памулапарті Венката Нарасімха Рао
Памулапарті Венката Нарасімха Рао (28 червня 1921, Гайдарабад, Британська Індія — 23 грудня 2004, Нью-Делі, Індія) — індійський політик, прем'єр-міністр Індії з 21 червня 1991 року по 16 травня 1996 року. Представник партії Індійський національний конгрес.
З касти брахманів, юридичну освіту отримав в університетах Бомбея і Нагпура.
- 1962-72 — губернатор штату Андхра-Прадеш
- 1980-84 — міністр закордонних справ, водночас міністр оброни і міністр внутрішніх справ в уряді І. Ганді
- 1988-89 — міністр закордонних справ в уряді Р. Ганді

Під час його перебування на посту прем'єр-міністра були створені передумови для швидкого зростання індійської економіки. Основними заходами стали: ліквідація складної системи ліцензій, залучення іноземних інвестицій шляхом збільшення максимальної частки іноземного капіталу в підприємствах, відкриття фондових ринків, надання рупії статусу конвертованої валюти, зменшення максимальної податкової ставки і приватизація багатьох державних компаній.

## Політична кар'єра до прем'єрства
До призначення прем'єр-міністром Рао обіймав низку ключових міністерських посад, зокрема був міністром оборони, внутрішніх справ та закордонних справ Індії. У 1971–1973 роках він обіймав посаду головного міністра штату Андхра-Прадеш, де ініціював земельні реформи та розширення системи освіти.

## Економічні реформи
У 1991 році, в умовах глибокої економічної кризи, Рао разом із міністром фінансів Манмоханом Сінгхом започаткував масштабні економічні реформи, відомі як політика лібералізації, приватизації та глобалізації (ЛПГ). Вони включали скасування ліцензування промисловості, зменшення імпортних тарифів, відкриття для іноземних інвестицій та реформування фінансового сектору.

## Внутрішня політика та безпека
Під час його правління вдалося стабілізувати ситуацію в Пенджабі та Кашмірі, зокрема через запровадження спеціального антитерористичного законодавства та проведення демократичних виборів.

## Зовнішня політика
Рао активізував зовнішню політику Індії, налагоджуючи відносини зі США, ЄС і Китаєм. Підтримував розвиток ядерної програми, зберігаючи стратегічну автономію країни.

## Літературна діяльність
Рао володів 13 мовами. Він переклав телугу-роман «Veyi Padagalu» на гінді під назвою «SahasraPhan». Також є автором політичного роману «The Insider», в якому описав внутрішню кухню індійської політики.

## Кримінальні справи
Після завершення прем'єрства Рао зіткнувся з кількома корупційними звинуваченнями, зокрема щодо підкупу депутатів. Усі звинувачення зрештою були зняті.

## Визнання
У 2024 році Рао був посмертно нагороджений найвищою цивільною нагородою Індії — «Бхарат Ратна» за визначний внесок у розвиток держави.